# Villabraz
Villabraz es un municipio y lugar español de la provincia de León, en la comunidad autónoma de Castilla y León. El municipio lo conforman Villabraz, Alcuetas y Fáfilas y cuenta con una población de 95 habitantes (INE 2024).

## Geografía
Estos son los municipios limítrofes con Villabraz:
| Noroeste: Valencia de Don Juan | Norte: Pajares de los Oteros | Noreste: Matadeón de los Oteros |
| Oeste: Villaornate y Castro    |                              | Este: Matanza de los Oteros     |
| Suroeste Fuentes de Carbajal   | Sur: Castilfalé              | Sureste: Castilfalé             |

## Demografía
Cuenta con una población de 95 habitantes (INE 2024).
| Gráfica de evolución demográfica de Villabraz entre 1857 y 2021 |
| |
| Población de derecho según los censos de población del INE. Población de hecho según los censos de población del INE. En 1857 aparece este municipio porque se segrega de Castilfalé. |